# Alejandro Noemi Callejas
Alejandro Ramón Noemi Callejas (Freirina, 11 de septiembre de 1940) es un ingeniero comercial, empresario y consultor chileno, expresidente ejecutivo de la cuprera estatal local Codelco-Chile.

## Familia y estudios
Su padre fue el empresario y político democratacristiano Alejandro Noemi Huerta, senador de la República hasta 1973. Su madre era Olga Callejas Zamora, miembro de una familia que en los años 1930 ingresó con éxito al negocio minero.
Democratacristiano, estudió en el Instituto Nacional, donde fue compañero del ingeniero y político Sergio Bitar, y luego ingeniería comercial en la Pontificia Universidad Católica (PUC).

## Carrera profesional
En 1981, junto a un grupo de cercanos, creó la empresa Refimet, cuya principal inversión era una fundición de cobre en la Región de Antofagasta. Se alejó de dicho emprendimiento en marzo de 1990 cuando asumió en Codelco-Chile por encargo del presidente Patricio Aylwin. Junto a él, otros ejecutivos de la firma, como Juan Eduardo Herrera, Juan Pedrals y Roberto Souper, pasaron a laborar en el Estado chileno.
Una vez en la empresa reclutó como ejecutivos a Máximo Pacheco Matte, Jorge Bande y Nelson Pizarro, entre otros. Su gestión tuvo un abrupto final, luego que se descubriera que la compañía había perdido US$ 207 millones por especulaciones en el mercado de futuros de metales lideradas por el operador Juan Pablo Dávila.
El hecho desencadenó su renuncia en febrero de 1994, además de la conformación de una comisión investigadora de la Cámara de Diputados y la designación de un ministro en visita —José Benquis— por parte del Poder Judicial. Con todo, los fallos judiciales que prosiguieron al destape del escándalo lo dejaron a él y a sus hombres de confianza sin acusaciones.
Tras ello retornó a Refimet, vendida finalmente por los socios a la minera Barrick Gold en 1998, y a la gestión de diversos negocios familiares.